# إيلي شارفيت
إيلي شارفيت هو جنرال (ألوف) في الجيش الإسرائيلي شغل منصب قائد البحرية الإسرائيلية بين عامي 2016 و2021، عينه رئيس وزراء إسرائيل بنيامين نتنياهو رئيسًا لجهاز الشاباك.

## السيرة
وُلِد شارفيت في كيبوتس سديه بوكير ونشأ في بئر السبع، وكان واحدًا من ثلاثة أطفال ولدوا ليوسف وإستير شارفيت وهم من المهاجرين اليهود المغاربة إلى إسرائيل. التحق بمدرسة مكيف أليف في بئر السبع. وهو متزوج من إيتي وأب لثلاثة أطفال. تم تجنيد شارفيت في الجيش الإسرائيلي عام 1985 وانضم إلى البحرية الإسرائيلية. وظل في البحرية كضابط بعد خدمته الإلزامية. خدم شارفيت في العديد من المناصب وترأس لاحقًا أسطول قوارب الصواريخ البحرية في عام 2009. ثم خدم شارفيت قائدًا لقاعدة حيفا البحرية، وتولى القيادة من قائد القاعدة آنذاك رام روثبرغ، من عام 2011 إلى عام 2014. ومن عام 2014 فصاعدًا وحتى تعيينه قائدًا، شغل منصب رئيس أركان البحرية الإسرائيلية.

### قائد البحرية الإسرائيلية
في 12 سبتمبر 2016، وافق وزير الدفاع الإسرائيلي أفيغادور ليبرمان على تعيينه رئيسًا للبحرية الإسرائيلية. بعد ترشيحه من قبل رئيس أركان الجيش الإسرائيلي غادي أيزنكوت. ومن المقرر ترقيته إلى رتبة لواء (ألوف). وقد حل محل نائب الأدميرال رام روثبرغ، الذي شغل منصب قائد البحرية الإسرائيلية لمدة خمس سنوات. وقد دخل رسميًا دوره كقائد للبحرية الإسرائيلية في حفل أقيم في تل أبيب.
في 31 مارس 2025 أعلن رئيس الوزراء الإسرائيلي بنيامين نتنياهو أن إيلي سيتولى منصب مدير جهاز الأمن الإسرائيلي (الشاباك بعد إقالة رونين بار.
في 1 ابريل 2025 وبعد 24 ساعه فقط من تسميته وقرار تعيينه رئيسا لجهاز الأمن العام ، قالت  إذاعة الجيش الإسرائيلي إن رئيس الوزراء بنيامين نتنياهو ألغى تعيين إيلي رئيسا لجهاز الأمن العام "الشاباك" لأنه كتب مقالا ضد الرئيس الأميركي دونالد ترامب ، مما حمل حليف ترامب السناتور الجمهوري ليندسي غراهام على انتقاد تسميته ، ليأتي قرار نتنياهو بإلغاء تعيينه .